# Schlieremer Chind
Schlieremer Chind ist der Name des bekanntesten Schweizer Kinderchores und mit mittlerweile über 300'000 verkauften Tonträgern auch der erfolgreichste. Kinder singen und erzählen Geschichten für Kinder und Erwachsene in Zürcher Dialekt.

## Geschichte
Gegründet wurde der Chor 1957 durch den Schlieremer Lehrer und Mitglied des bekannten Cabaret Rotstift Werner von Aesch unter Mithilfe von Hans Jecklin, dem Generalvertreter der Columbia-Schallplatten. In den folgenden Jahren erschienen unzählige Singles, Langspielplatten und Musikkassetten mit Weihnachts-, Kinder- und Mundartliedern, mit Märchen und fantastischen Geschichten.
1985 übergab Werner von Aesch die Schlieremer Chind seinem Sohn Martin von Aesch und die Lieder und Geschichten wurden etwas moderner. Die Lieder wurden zu Songs, die sich an die modernen Musikstilrichtungen anlehnen und aus den Gschichtli wurden Musicals. Da die Geschichten auch Themen wie die Angst vor dem Einschlafen, das Rollenverhalten und der Umgang mit den eigenen Träumen behandelten, wurden die Produktionen auch gerne von Eltern gehört.
In den Jahren 1996, 1998 und 2001 starteten die Schlieremer Chind mit den Musicals De Tarzan cha nöd singe, Sunne, Mond & Stärne und Aazelle, Bölle schelle eine erfolgreiche Tournee durch die Deutschschweiz.
2011 erschien unter der Leitung von Martin von Aesch die neue Produktion Schaurig schöni Liedli.
Anlässlich der Grossveranstaltung Schliere-lacht im September 2011 präsentierten die Schlieremer Chind Schaurig schöni Liedli auf der Bühne.
Seit 1995 wird Martin von Aesch unterstützt durch Produzent Beat Starkermann.

## Tonträger (unvollständig)

### Märchen
- Brämer Stadtmusikante – Brämer Stadtmusikante, Vom Froschkönig, Vom Fischer und sinere Frau
- Hänsel und Gretel – Hänsel und Gretel, Lumpegsindel, Eseli, Wolf und die 7 Geissli
- Hans im Glück – Hans im Glück, Frau Holle, s Tapfer Schniderli
- Tischlein deck dich – Tischlein deck dich, De arm Müllerspurscht, De Schniider und die stolz Prinzässin
- Dornrösli – Dornrösli, Aschenputtel und Bettmümpfeli-Liedli
- De Has und der Igel – de Has und de Igel, De Wolf und de Fuchs, De Fuchs und d Chatz
- s Rumpelstilzli – Rumpelstilzli, Schneewittli, König Drosselbart, De gstiflet Kater
- 1990: De vierti König

### Lieder
- 1993: Roti Rösli im Garte (Liedli 1)
- Da höch uf de Alpe (Liedli 2)
- Mir gönd id Summerferie
- Us de Schuel – Lieder und Schlager für Schüler; 1969
- Mir singed ussländisch
- 1992: Tra tra trallalla
- 1989: Di bekanntischte Chinderliedli
- 1989: Vo de Wiehnacht
- 1998: Die schönschte Liedli 1958–1995
- 2011: Schaurig schöni Liedli

### Hörspiele
- 1977: Mir gönd uf d Schuelreis
- 1987: Wiehnacht (CH: Gold)[2]
- 1988: Liedli 1 (CH: Platin)
- 1989: Liedli 2 (CH: Gold)
- 1993: Mir gönd in Zoo 1 (CH: Platin)
- 1995: Mir gönd in Zoo 2
- Mir gönd uf e Burg (De Ritter vo Falkestei)
- Mir gönd ad Chilbi
- Am Lagerfüür
- Max und Moritz – Zirkus Bombardelli und Salutti
- D Wiehnachtsgschicht und Wiehnachtslieder – Weihnachtsgeschichte in Versform, Mundart, durch Weihnachtslieder unterbrochen und verschiedene Weihnachtslieder
- 1988: s Gpängschtli under em Bett
- 1999: Rumpelstilzli / Schnee
- 2001: Aazelle Bölle schelle

### Musical
- 1995: De Tarzan cha nöd singe
- 1998: Sunne, Mond & Stärne
- 2001: Aazelle, Bölle schelle, Wenn Kinder kochen, dann verwandelt sich die Küche in einen Ort, an dem alles möglich ist, dann kommt es zu Ideen, die in keinem Kochbuch zu finden sind, und bei uns erst noch zu Geschichten rund um die Erfindung der Pizza.
- 2011: Schaurig, schöni Liedli 14 brandneuen Songs zu Themen, die Kinder bewegen. Die Hausaufgaben vergessen, Heimweh im Klassenlager, die erste grosse, leider unerwiderte Liebe, das peinliche Blackout vor der ganzen Klasse: Dies sind alles Situationen, die, obwohl sie tief gehen können, mit einem Augenzwinkern besungen werden.
- 1995: Tra, tra trallalla, Eine witzige Geschichte um die Figuren des Chasperli-Theaters, die von ihrem Chef, dem Chasperli, genug haben und es wagen, eine Geschichte zu erfinden.

## Preise
- 1997: 6. Preis – s’Goldig Chrönli der Vereinigung zur Förderung Schweizer Jugendkultur für De Tarzan cha nöd singe
- 1999: 6. Preis – s’Goldig Chrönli der Vereinigung zur Förderung Schweizer Jugendkultur für Sunne, Mond & Stärne
- 1999: 1. Preis – s’Goldig Chrönli der Vereinigung zur Förderung Schweizer Jugendkultur für Die schönschte Liedli